# ۱۹۹۶

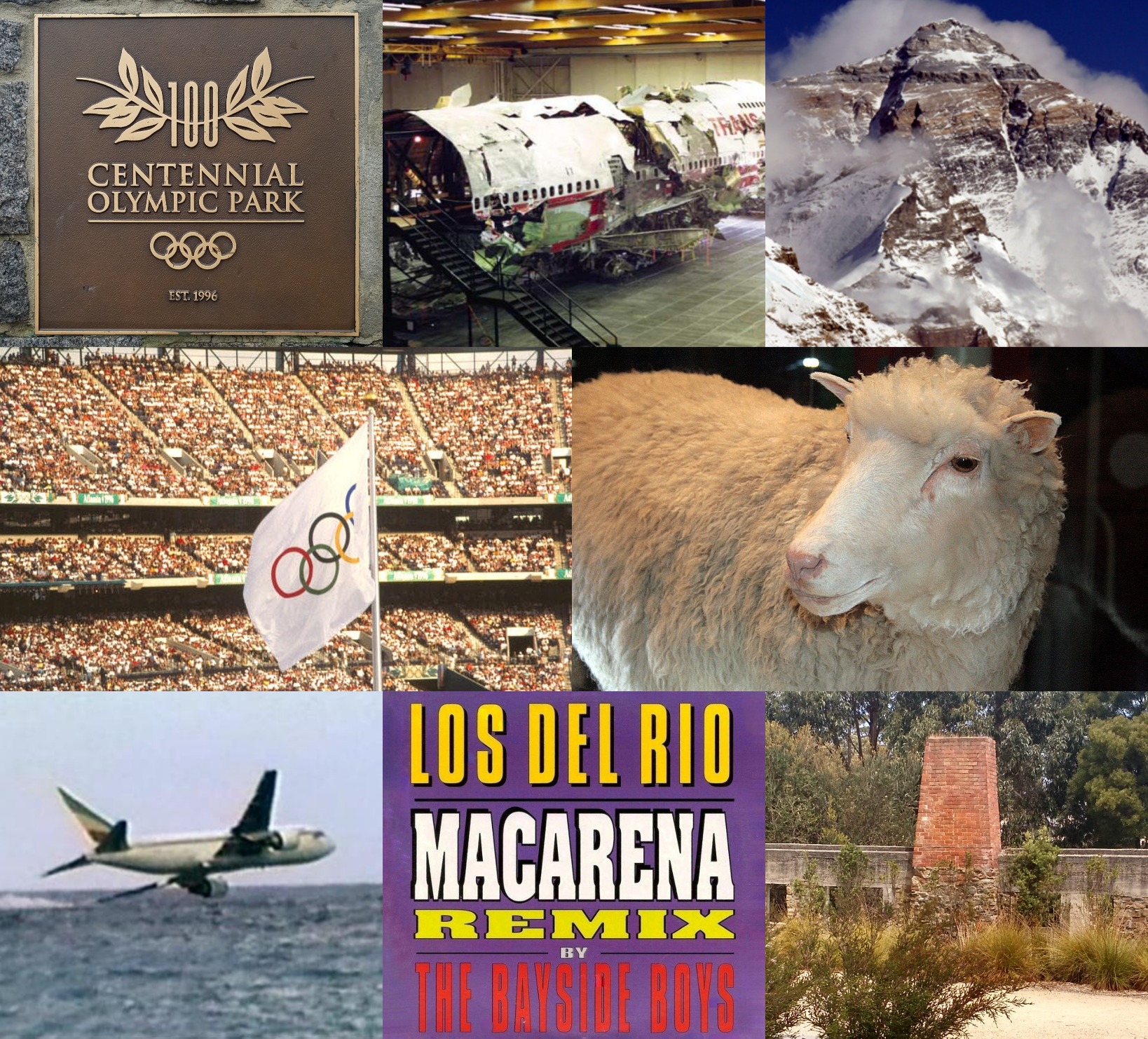

سال ۱۹۹۶ میلادی ششمین سال از دهه ۱۹۹۰ میلادی در اواخر سده بیستم میلادی بود. این سال یک سال کبیسه با نخستین روز دوشنبه بود.

## زادروزها
- ۱۸ فوریه – آیدین بایراموف، بازیکن فوتبال اهل جمهوری آذربایجان.
- ۹ مارس _ آرمان عبدالعالی ، بسکتبالیست،دانش آموخته حقوق دانشگاه جامع علمی کاربردی ، دانش آموخته و دانشجوی مهندسی پزشکی دانشگاه پردیس تربیت مدرس ، دوست و عامل جنایت قتل غزاله شکور [۱]
- ۲۸ ژانویه - ثریا آقایی، بدمینتون‌باز اهل ایران
- ۱ ژوئن - تام هالند، بازیگر
- ۲۵ ژوئیه - محمدرضا گرایی، کشتی گیر اهل ایران
- ۶ سپتامبر – لانا رودس، بازیگر بازنشسته پورنوگرافی و شخصیت اینترنتی.
- ۱۸ نوامبر - اکرم عفیف، فوتبالیست اهل قطر
- ۱۱ دسامبر – هیلی استاینفلد، بازیگر و خواننده آمریکایی.
- ۲۲ دسامبر - بشار رسن، بازیکن فوتبال اهل عراق

## درگذشت‌ها
- ۸ ژانویه – فرانسوا میتران، سیاستمدار فرانسوی (ز. ۱۹۱۶)
- ۲۰ ژانویه – جری مالیگن، آهنگساز آمریکایی (ز. ۱۹۲۷)
- ۲۵ ژانویه – جاناتان لارسون، آهنگساز آمریکایی (ز. ۱۹۶۰)
- ۳ فوریه – آدری مدوز، بازیگر آمریکایی (ز. ۱۹۲۶)
- ۶ فوریه – گای مدیسون، بازیگر آمریکایی (ز. ۱۹۲۲)
- ۱۳ فوریه – مارتین بالسام، بازیگر آمریکایی (ز. ۱۹۱۹)
- ۲۳ فوریه – هلموت شون، بازیکن فوتبال آلمانی (ز. ۱۹۱۵)
- ۲ مارس – لایل تالبوت، بازیگر آمریکایی (ز. ۱۹۰۲)
- ۱۱ مارس – وینس ادواردز، بازیگر و خواننده آمریکایی (ز. ۱۹۲۸)
- ۱۳ مارس – کریشتوف کیشلوفسکی، فیلمنامه‌نویس و کارگردان لهستانی (ز. ۱۹۴۱)
- ۳۱ مارس – جفری لی پیرس، موسیقی‌دان و خواننده آمریکایی (ز. ۱۹۵۸)
- ۳ مه – جک وستون، بازیگر آمریکایی (ز. ۱۹۲۴)
- ۱۵ مه – اریک تامپسون، دوچرخه‌سوار اهل بریتانیا (ز. ۱۹۲۷)
- ۲۵ مه – بردلی نوول، موسیقی‌دان و خواننده آمریکایی (ز. ۱۹۶۸)
- ۵ ژوئن – ویتو سکاتی، بازیگر آمریکایی (ز. ۱۹۱۸)
- ۲۳ ژوئن – آندرئاس پاپاندرئو، سیاستمدار یونانی (ز. ۱۹۱۹)
- ۲۷ ژوئن – آلبرت آر. براکلی، تهیه‌کننده آمریکایی (ز. ۱۹۰۹)
- ۳ ژوئیه – راج کومار، بازیگر هندی (ز. ۱۹۲۶)
- ۱۳ ژوئیه – پندورا اس. برمن، تهیه‌کننده آمریکایی (ز. ۱۹۰۵)
- ۱۵ ژوئیه – دانا هیل، بازیگر آمریکایی (ز. ۱۹۶۴)
- ۲۱ ژوئیه – هرب ادلمن، بازیگر آمریکایی (ز. ۱۹۳۳)
- ۲ اوت – آبدولیو وارلا، بازیکن فوتبال اهل اروگوئه (ز. ۱۹۱۷)
- ۸ اوت – نویل فرانسیس مات، فیزیک‌دان بریتانیایی (ز. ۱۹۰۵)
- ۲۷ اوت – گرگ موریس، بازیگر آمریکایی (ز. ۱۹۳۳)
- ۹ سپتامبر – بیل مونروئه، خواننده-ترانه‌سرا، موسیقی‌دان، خواننده، و آهنگساز آمریکایی (ز. ۱۹۱۱)
- ۱۳ سپتامبر – توپاک شکور، رپر-ترانه‌سرا، موسیقی‌دان، خواننده، و آهنگساز آمریکایی (ز. ۱۹۷۱)
- ۱۶ سپتامبر – ژن نلسون، بازیگر، فیلمنامه‌نویس، تهیه‌کننده، و کارگردان آمریکایی (ز. ۱۹۲۰)
- ۱۷ سپتامبر – اسپیرو اگنو، سیاستمدار آمریکایی (ز. ۱۹۱۸)
- ۱۸ سپتامبر – آنابلا (هنرپیشه)، بازیگر فرانسوی (ز. ۱۹۰۷)
- 27 سپتامبر - محمد نجیب الله رئیس جمهور سابق افغانستان(ز.1947)
- ۴ اکتبر – سیلویو پیولا، بازیکن فوتبال ایتالیایی (ز. ۱۹۱۳)
- ۱۶ اکتبر – جیسون برنار، بازیگر آمریکایی (ز. ۱۹۳۸)
- ۲ نوامبر – ایوا کسیدی، خواننده آمریکایی (ز. ۱۹۶۳)
- 21 نوامبر-پروفسور محمد عبدالسلام برنده نوبل فیزیک پاکستانی(ز.1926)
- ۲۸ نوامبر – دن مک‌نیل (تنیس‌باز)، افسر و بازیکن تنیس آمریکایی (ز. ۱۹۱۸)
- ۳ دسامبر – ببرک کارمل، سیاستمدار افغان (ز. ۱۹۲۹)
- ۸ دسامبر – هاوارد رولینز، بازیگر آمریکایی (ز. ۱۹۵۰)
- ۱۹ دسامبر - مارچلو ماستریانی، بازیگر ایتالیایی (ز. ۱۹۲۴)